# 歌川豊広

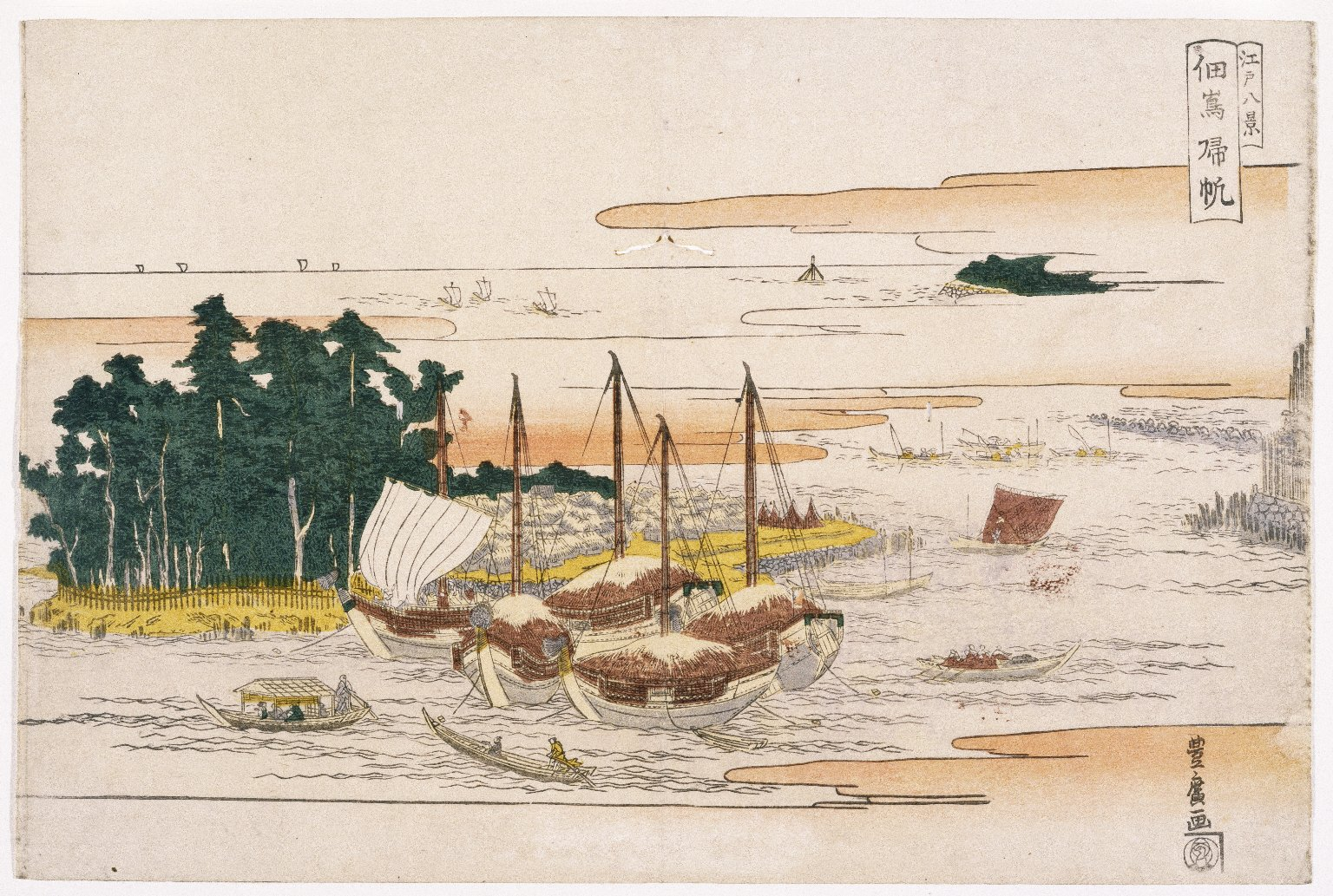
「江戸八景」のうち「佃島帰帆」。豊広画。

歌川 豊広（うたがわ とよひろ、安永3年〈1774年〉 - 文政12年12月21日〈1830年1月15日〉）とは、江戸時代中期の浮世絵師。

## 来歴
歌川豊春の門人。本姓は岡島、俗称藤三郎。一柳斎と号す。江戸の人で芝片門前町に住んでいた。
豊春に入門し一柳斎と称して天明8年（1788年）頃から絵暦の作画を始める。前年秋、中村座の狂言と考証される二世小佐川常世のおさんと三世沢村宗十郎の茂兵衛を描いた細判錦絵がある。ともいわれる。版本の挿絵が活動の主体で、寛政12年（1800年）頃から、文化7年（1810年）の頃にかけては主に敵討物の黄表紙や合巻、噺本の挿絵を多く手がけており、山東京伝や曲亭馬琴、十返舎一九らの作品に携わっている。歌川広重の師として風景画も残している。縦二枚続は豊広の創案と考えられる。文化3年（1806年）から文政10年（1827年）頃まで、曲亭馬琴に認められてその読本に数多くの挿絵を描いた。錦絵の代表作として、「豊国豊広両画十二候」や「江戸八景」などがあげられる。享年56。墓所は港区虎ノ門の専光寺。法名は釈顕秀信士。
豊広の門人には「東海道五十三次」の作者として著名な歌川広重のほか、息子の歌川豊清、歌川広近、歌川広演、歌川広兼、鳥羽広丸、歌川広恒、歌川広昌、歌川広政、歌川直広がいる。

## 作品

### 版本挿絵
- 『一対男時花歌川』後編　合巻　※式亭三馬作、文化7年（1810年）刊行。前編は豊国画

### 錦絵
- 「菊畑世界の図」　大判2枚続
- 「振袖美人」　大判　日本浮世絵博物館所蔵
- 「江戸八景 両国夕照」　大横判　日本浮世絵博物館所蔵
- 「江戸風景 日ノ出」　大横判　日本浮世絵博物館所蔵
- 「豊国豊広両画十二候」　大判3枚続、揃物　※豊広は2月、3月、6月、7月を描く。
- 「ホトトギスを聞く美人」　大判縦2枚継（掛物絵）
- 「河岸舟美人」　大判縦2枚継
- 「貴人の前の席書」　大判3枚続

### 肉筆画
- 「談笑二美人図」 紙本着色　東京国立博物館所蔵
- 「遊女観桜図」　絹本着色　東京国立博物館所蔵
- 「御殿山の花見図」　絹本着色　東京国立博物館所蔵
- 「真崎稲荷参詣図」　絹本着色　出光美術館所蔵
- 「御殿山観桜美人図」　紙本着色　出光美術館所蔵
- 「万歳図」　絹本着色　出光美術館所蔵
- 「ほたる狩り図」　絹本着色　浮世絵太田記念美術館所蔵
- 「観桜酒宴図」　絹本着色　浮世絵太田記念美術館所蔵
- 「見立七妍人図」　絹本着色　浮世絵太田記念美術館所蔵
- 「雪見の美人図」　紙本着色　浮世絵太田記念美術館所蔵　※智恵内子賛
- 「縁先立美人図」　紙本着色　浮世絵太田記念美術館所蔵
- 「柳下納涼美人図」　紙本着色　浮世絵太田記念美術館所蔵
- 「両国夕涼ノ図」　絹本着色　江戸東京博物館所蔵
- 「桟橋の二美人図」　絹本着色　板橋区立美術館所蔵
- 「三味線を持つ芸者図」　絹本着色　川崎・砂子の里資料館所蔵
- 「柳下二美人図」　絹本着色　鎌倉国宝館所蔵
- 「頼朝一代絵巻」　絹本着色一巻　鶴岡八幡宮所蔵
- 「男女風俗図」　絹本着色　千葉市美術館所蔵
- 「南楼名妓」　大判　城西大学水田美術館所蔵
- 「遊女と禿」　紙本着色　光記念館所蔵　※「歌川豊廣画」の落款、「弌柳齊」の朱文方印あり。那須ロイヤル美術館（小針コレクション）旧蔵
- 「男女納涼図」　絹本着色　MOA美術館所蔵
- 「見立琴棋書画図」　絹本、双幅　フリーア美術館所蔵
- 「夕顔棚納涼図」　絹本着色　メトロポリタン美術館所蔵
- 「手洗美人図」　紙本着色　ロシア国立東洋美術館所蔵
- 「夏冬江戸美人図」　絹本着色、双幅　ベルリン国立アジア美術館所蔵